# Wochenbrunneralm
Die Wochenbrunneralm ist eine Alm in einer Höhe von 1085 m ü. A. mit einem gleichnamigen Restaurant im Kaisergebirge in Tirol, Österreich.

## Lage
Die Alm befindet sich auf der Südseite des Wilden Kaisers hoch über Ellmau und Going mit guter Aussicht, die an klaren Tagen bis zum Großvenediger reicht. An schönen Sommertagen ist die Wochenbrunneralm, die über Wildgehege, Spielplatz und Kneippanlage verfügt, ein beliebtes Ausflugsziel für Familien. Daneben dient die Wochenbrunneralm als wichtiger Ausgangspunkt für Wanderer, Bergsteiger und Kletterer, die von hier aus zahlreiche alpine Touren auf die Gipfel des Wilden Kaisers unternehmen können.

## Zustiege
- Von Ellmau oder Going über die Mautstraße (2023: 5 €[1]) zum Parkplatz
- Mit dem Wanderbus von Ellmau zur Wochenbrunneralm[2]

## Übergänge
- Gruttenhütte (1620 m), mittel, Gehzeit: 1 Stunde
- Gaudeamushütte (1270 m), mittel, Gehzeit: 3⁄4 Stunde
- Stripsenjochhaus (1577 m) über Gaudeamushütte, Ellmauer Tor und Steinerne Rinne, schwierig, Gehzeit: 4 1⁄2 Stunden

## Gipfelbesteigungen
- Ellmauer Halt (2344 m), Gehzeit: 3 1⁄2 Stunden
- Treffauer (2304 m), Gehzeit: 4 Stunden
- Kleine Halt (2116 m), Gehzeit: 4 1⁄2 Stunden
- Karlspitzen (2281 m), Gehzeit: 3 1⁄2 Stunden
- Goinger Halt (2193 m), Gehzeit: 3 Stunden
- Zahlreiche Kletterrouten, beispielsweise am Kopftörlgrat

## Karten
- Alpenvereinskarte Blatt 8 Kaisergebirge (1:25.000)[3]